# Temporada de Verão
Temporada de Verão é uma série de drama brasileira, que estreou na Netflix em 21 de janeiro de 2022.

## Enredo
A série aborda a história da destemida Catarina (Giovanna Lancellotti), da perspicaz e irreverente Yasmin (Gabz), do sonhador Diego (Jorge López) e do veterano do staff, Miguel (André Luiz Frambach). Todos encaram um verão trabalhando em um resort de luxo, o hotel Maresia. Neste lugar exuberante, os jovens membros do staff farão descobertas sobre o mundo e sobre si mesmos. E, se antes eram desconhecidos, logo se transformarão em uma verdadeira família.

## Elenco

### Principal
- Giovanna Lancellotti como Catarina Trindade Vasconcellos
- Gabz como Yasmin
- Jorge López como Diego
- André Luiz Frambach como Miguel
- Cynthia Senek como Marília
- Leonardo Bittencourt como Rodrigo Aires
- Giovanna Rispoli como Helena
- Mayana Neiva como Vilma
- Felipe Rocha como Maresia

### Recorrente
- Marcelo Várzea como Elias Aires Aguiar
- Carolina Stofella como Paula

## Produção
Em 15 de dezembro de 2020, a Netflix Brasil anunciou através das redes sociais, o início das filmagens da série.
A série é uma produção Boutique Filmes em coprodução com a Ocean Filmes para a Netflix e tem suas gravações realizadas em Ilhabela, no litoral norte de São Paulo, e na capital paulista.
As gravações foram finalizadas em Fevereiro de 2021 na cidade de São Paulo.

## Lançamento

### Repercussão
A primeira temporada da série foi lançada inteiramente em 21 de janeiro de 2022 pela Netflix. Em sua primeira semana, alcançou a terceira posição no Top 10 de conteúdos mais vistos na plataforma no Brasil. Entretanto, a série não atingiu repercussão internacional desejada nas primeiras semanas, ficando fora dos conteúdos mais vistos em países da América Latina e Portugal.
Após as primeiras semanas de estreia morna na plataforma, as visualizações da série aumentaram subitamente, principalmente pela popularidade da produção na França e alguns territórios franceses. Entre 24 e 30 de janeiro de 2022, foi a oitava produção de língua não-inglesa mais vista na Netflix no mundo. Ao todo, foram mais de 11 milhões de horas de visualizações.
Na Jamaica, a série ficou em nono lugar dos conteúdos com maior visualização. Já nas Ilhas Maurício, na África, alcançou a sexta colocação.

## Recepção

### Resposta da crítica
Temporada de Verão foi recebida com avaliações mistas entre os críticos. Apesar de ser abertamente lançada como uma 'elevated soap opera' - gênero que mistura elementos do melodrama das novelas com o formato e direção das séries - o roteiro novelesco da produção recebeu críticas negativas por partes de alguns jornalistas. Henrique Haddefinir, em sua crítica ao website Omelete, escreveu que a série "tem uma linguagem visual seriada, mas se baseia em um texto carregado de tudo de mais cansado entre as novelas".

Já Vinícius Nader, para o jornal Correio Braziliense, avaliou positivamente a série escrevendo: "É interessante ver que alguns desses jovens atores passaram por Malhação e mostram em Temporada de Verão que amadureceram bastante na profissão, como André Luiz Frambach, Gabz e Leonardo Bittencourt, que atravessa uma boa fase na carreira. É sobre esse amadurecimento que fala Temporada de Verão."